# Yann Arthus-Bertrand
Yann Arthus-Bertrand (født 13. marts 1946 i Paris) er en fransk fotograf, der har specialiseret sig i at tage landskabsfotos fra luften. Som 30-årig flyttede han til Masai Mara i Afrika for at studere løver. Her udnyttede han første gang muligheden for at tage landskabsfotos fra luften i en luftballon. Siden har han udgivet over 60 bøger med landskabsfotografier taget fra helikoptere eller luftballoner. Hans arbejder udgives ofte i prestigefyldte magasiner som Paris-Match, Le Figaro Magazine, Stern, Geo, Airone, LIFE og National Geographic.
I maj 2000 udstillede han i Paris en samling af 100.000 landskabsfotografier under titlen Jorden set fra himlen. Her var billeder fra 76 forskellige lande – bl.a. Antarktis, Alaska, det sydlige Argentina, Australien, Sibirien og Afrika. Udstillingen, der blev sponsoreret af Unesco, researchede han på i ti år før det endelige projekt stod færdigt. En del af billederne er blevet udstillet over 40 forskellige steder i verden bl.a. i London, Mexico, Senegal, Chile og København. De er nu også udgivet i bogform under titlen 365 dage: Jorden set fra himlen. Senest er projektet blevet filmatiseret af den franske journalist og filmmand Renaud Delourme. Filmen havde premiere i Danmark i 2006. 
Yann Arthus-Bertrand har modtaget den franske orden la Légion d'honneur for sine fotografier af landskaber og den fokus på miljøet, som billederne efterfølgende har givet. Han bor i Paris, hvor han har startet firmaet Altitude, der specialiserer sig i luftfotos og beskæftiger omkring 70 fotografer.